# عبدالرحمان شهیدانی
عبدالرحمان شهیدانی (زاده ۱۳۴۲ولایت بامیان) سیاستمدار افغانستان و نماینده مردم بامیان در دوره شانزدهم پارلمان افغانستان می‌باشد. ایشان عضو کمیسیون محیط زیست و منابع طبیعی مجلس شانزدهم نمایندگان افغانستان می‌باشد.

## زندگی‌نامه
عبدالرحمان شهیدانی زاده ۱۳۴۲ مرکز ولایت بامیان می‌باشد. وی تحصیلات ابتدایی خود را در مکتب شهیدان و دوره متوسطه خود را در لیسه مرکز ولایت بامیان تکمیل نمود، تحصیلات دانشگاهی خود تا مقطع لیسانس در دانشگاه مسکو به اتمام رساند. ایشان در زمان حکومت نجیب الله به عنوان سرباز و افسر فعالیت می‌کرد و پس از آن به حزب وحدت پیوست و در سمت غُند قوماندانی امنیه و قوماندان لوای رسالت شهیدان بامیان ایفای وظیفه می‌کرد. در زمان حکومت طالبان مدتی در خارج از کشور بود و پس از تشکیل حکومت جمهوری اسلامی از سال ۱۳۸۱ تا ۱۳۸۶ سمت آمر امنیهٔ ولایت بامیان و پس از آن به مدت یک سال در سمت آمر امنیهٔ ولایت غور و در سال ۱۳۸۸ نیز در سمت آمر امنیهٔ ولایت غزنی فعالیت کرد. بعداً به علت نامزد شدن برای نمایندگی پارلمان از سمت خود کناره‌گیری کرد.

## حاشیه‌ها
در سال ۹۶ خانواده وی، به هواپیمایی اجازه فرود در بامیان را ندادند تا بازگردد و وی را که جا مانده بود برگرداند این اتفاق مورد اعتراض شدید مردم واقع شد. در رویداد دیگری در ثور/اردیبهشت ۱۳۹۷ سید علی هاشمی رئیس شورای ولایتی بامیان مدعی شد شهیدانی به همراه محافظانش وی را ضرب و شتم کرده و از وی در دادستانی شکایت کرده‌است. هرچند وی این اتهام را رد کرد.

## انتخابات مجلس ۱۳۹۷
کمیسیون مستقل انتخابات افغانستان اسم عبدالرحمن شهیدانی را از فهرست نهایی نامزدان انتخابات مجلس ۱۳۹۷ حذف کرد.

## دیگر فعالیت‌ها
- اجرای وظیفه در قوماندانی امنیه ولایت بامیان (۱۳۶۰).[۱][۲]
- آمر تبلیغ و ترویج قوماندانی امنیه ولایت بامیان (۱۳۶۶).[۱][۲]
- سهم‌گیری در جهاد مقاومت، قوماندان لوای رسالت و قوماندان امنیه ولایت بامیان (۱۳۶۷).[۱][۲]
- آمر امنیت قوماندانی امنیه ولایت بامیان (۱۳۸۱).[۱][۲]
- آمر امنیت قوماندانی امنیه ولایت غور (۱۳۸۶).[۱][۲]
- مدیر اداری و تحقیقات جنایی قوماندانی امنیه ولایت بلخ (۱۳۸۷).[۱][۲]
- آمر امنیت قوماندانی امنیه ولایت غزنی (۱۳۸۹).[۱][۲]